# Новокорміха
Новокормі́ха (рос. Новокормиха) — село у складі Волчихинського району Алтайського краю, Росія. Адміністративний центр та єдиний населений пункт Новокорміхинської сільської ради.

## Населення
Населення — 543 особи (2010; 808 у 2002).
Національний склад (станом на 2002 рік):
- росіяни — 88 %

## Люди
В селі народився Кривенко Михайло Ілліч (1921—2008) — український живописець.